# Бабичев, Юрий Николаевич
Юрий Николаевич Ба́бичев (1903—1962) — советский театральный художник. Заслуженный деятель искусств РСФСР (1951). Лауреат Сталинской премии второй степени (1949).

## Биография
В 1920—1925 годах учился в Саратовском художественном училище. С 1947 года главный художник Куйбышевский АТД имени М.Горького.

## Спектакли
- 1934 — «Чудесный сплав» В. М. Киршона (ЛАТД имени А. С. Пушкина)
- 1936 — «Далёкое» А. Н. Афиногенова (Новосибирский драматический театр «Красный факел»)
- 1947 — «Русский вопрос» К. М. Симонова
- 1948 — «Крепость на Волге» И. Л. Кремлёва
- 1953 — «Любовь на рассвете» Я. А. Галана
- 1956 — «Кремлёвские куранты» Н. Ф. Погодина
- 1958 — «Горячее сердце» А. Н. Островского
- 1960 — «Мария Стюарт» Ф. Шиллера
- 1961 — «Океан» А. П. Штейна
- 1962 — «Все мои сыновья» А. Миллера

## Награды и премии
- заслуженный деятель искусств РСФСР (1951)
- Сталинская премия второй степени (1949) — за оформление спектакля «Крепость на Волге» И. Л. Кремлёва[1]